# Morchella conica
Morchella conica (Christian Hendrik Persoon, 1818) din încrengătura Ascomycota, din încrengătura Ascomycota în familia Morchellaceae și de genul Morchella, este o ciupercă comestibilă saprofită foarte delicată. Taxonul astăzi valabil a fost determinat de savantul suedez Christian Hendrik Persoon, în lucrarea sa Traité sur les Champignons Comestibles din anul 1818. Buretele este denumit în popor zbârciog țuguiat. El este în mod predominant locuitor de sol calcaros, crescând în grupuri mici sau solitar, aparând foarte des în păduri de conifere pe lângă molizi și pini, unde arată caracteristici de simbiont micoriza (formează micorize pe rădăcinile arborilor), mai departe prin pajiști, poienițe și la margini de pădure sau de drum, dar, de asemenea, pe soluri vătămate, defrișări sau arsuri vechi. Buretele se poate găsi în România, Basarabia și Bucovina de Nord din aprilie până la începutul lui iunie.

## Descriere

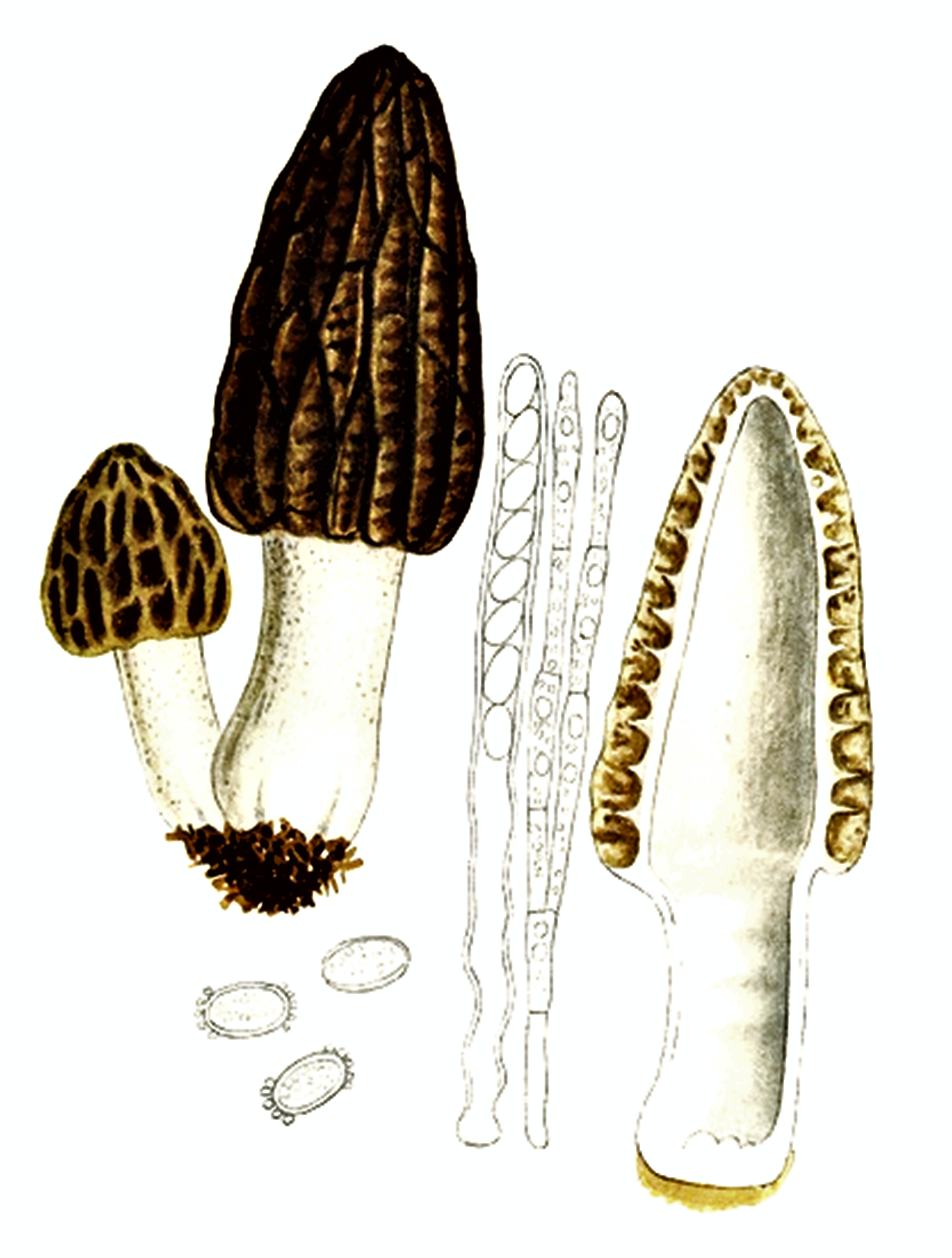
Bres.: Morchella conica

Sub numele românesc de „zbârciog” se tratează aproape mereu patru mari genuri de ciuperci: Gyromitra, Helvella, Morchella și Verpa. Între primele două se găsesc specii otrăvitoare pe când cele două din urmă sunt comestibile. Cu toate că cele patru genuri sunt goale pe interior, ele pot fi deosebite destul de ușor: Morchella și Verpa sunt unicamerale, pe când Gyromitra și Helvella sunt multicamerale, prezentând o încrengătură de goluri în interiorul lor.
- Corpul fructifer: are o înălțime de 3-7 cm și un diametru de 2-3 cm, arătând  o căciulă țuguiată, cu suprafața brăzdată de alveole destul de regulate, dispuse în șiruri longitudinale și aranjate între creste verticale care au de obicei o nuanță mai închisă decât alveolele. Marginea este aderentă la picior, având un mic spațiu liber de jur împrejurul piciorului. Culoarea este în tinerețe gri-brună, schimbând la maturitate spre maro-negricios, dar tinde de asemenea des, să se decoloreze.
- Piciorul: are o lungime de  3-7 cm și o grosime de 1,5-2,5 cm, este format regulat de aceiași grosime, gol și neted în interior, având o suprafață încrețită. Culoarea lui este albicioasă la tinerețe, apoi capătă nuanțe gălbuie sau gri-maronii din ce în ce mai evidente.
- Carnea: este albicioasă, ceroasă, și un pic cartelată, cu gust savuros și miros plăcut.
- Caracteristici microscopice: are spori elipsoidali, netezi, au o mărime de 20-24 x 12-14 microni și sunt colorați gălbui.[7][8]
- Reacții chimice: Această ciupercă nu-și schimbă culoarea după adăugarea de reactivi chimici.[11]

Același calități are și variația buretelui Morchella conica var. deliciosa, având ca diferențiere o culoare mai deschisă, gălbuie până cenușie. Ea este clasificată între timp specie de sine strâmtoare.

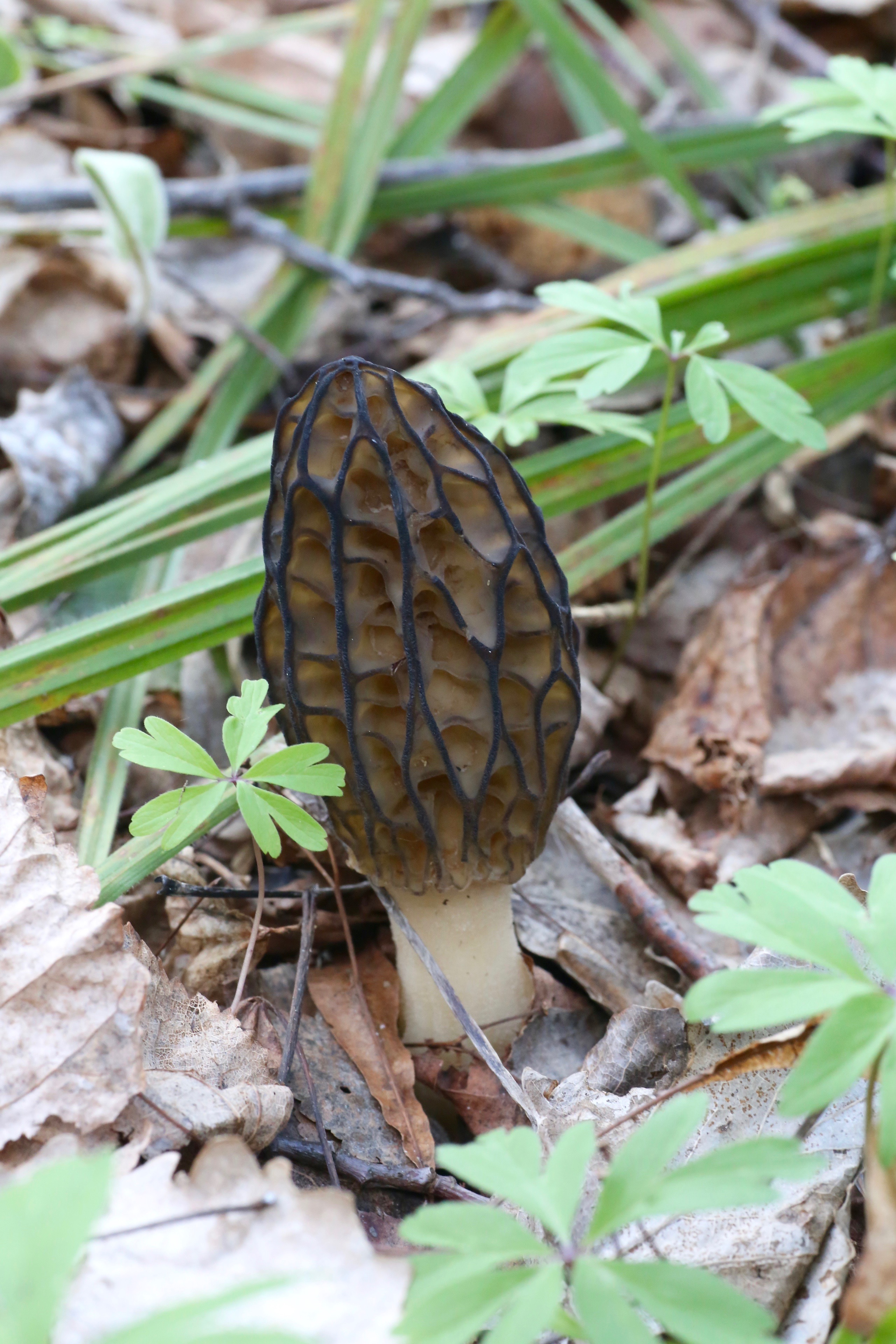
M. conica mai tânără
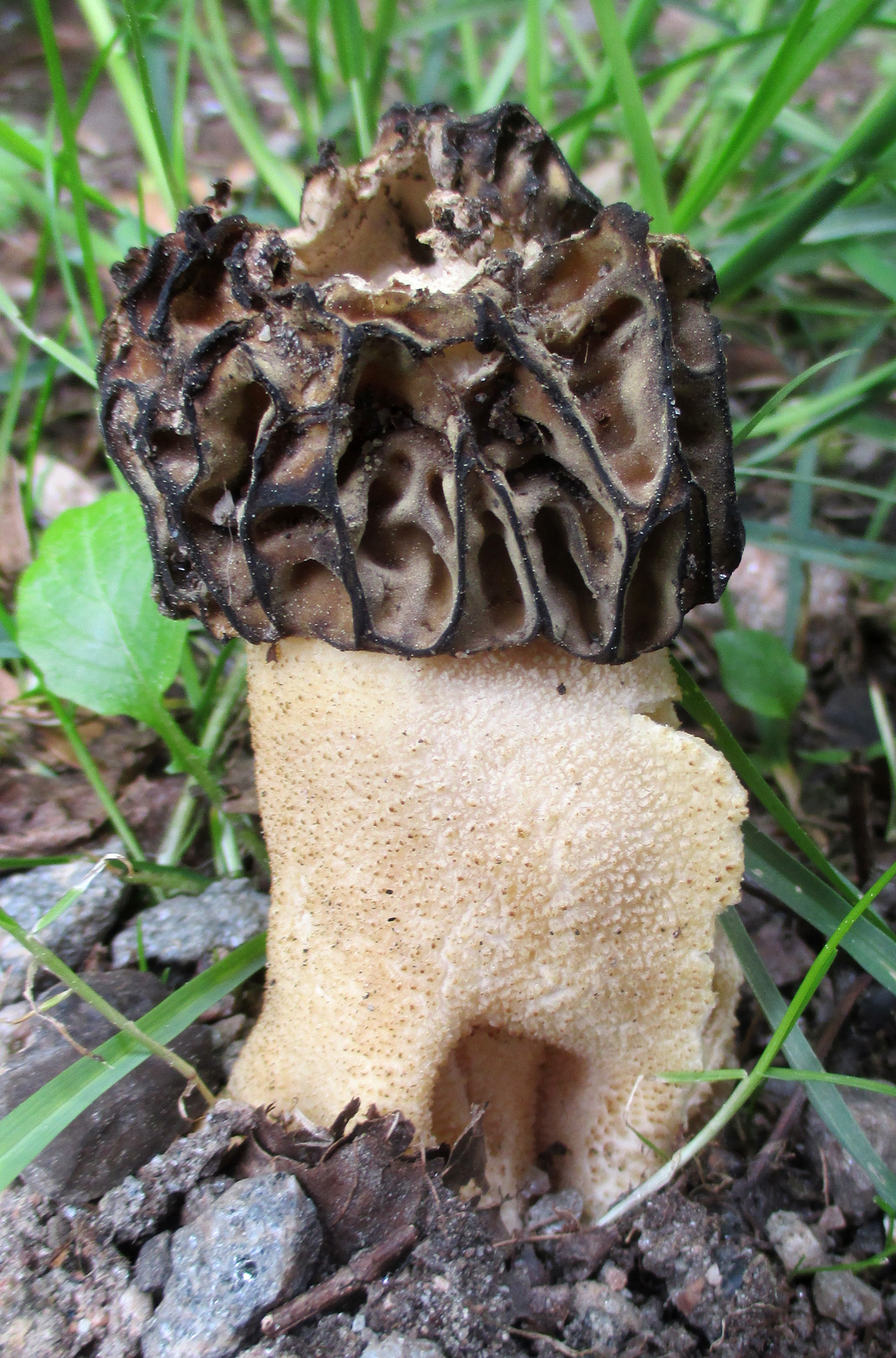
M. conica bătrână
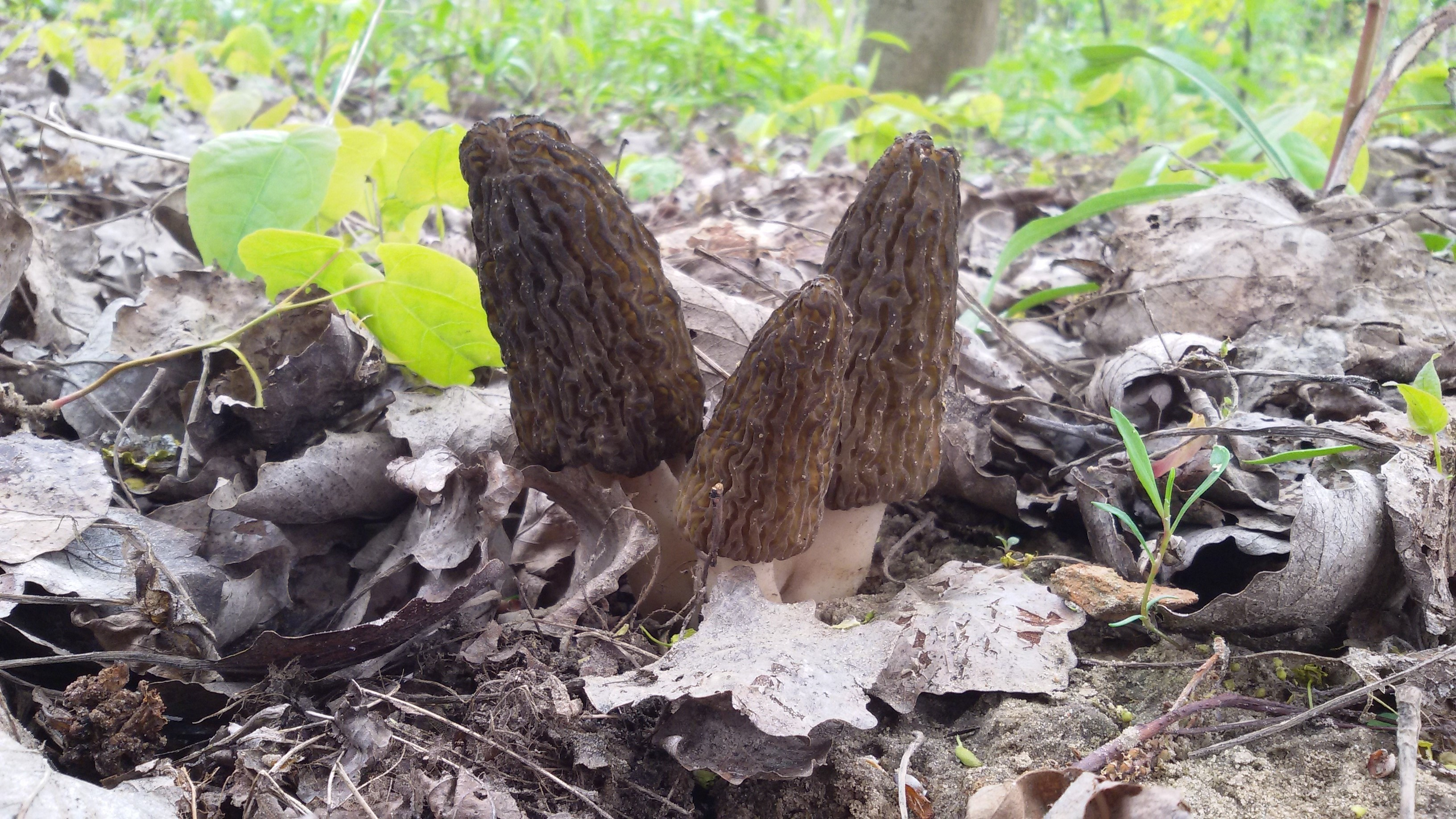
M.conica, grup
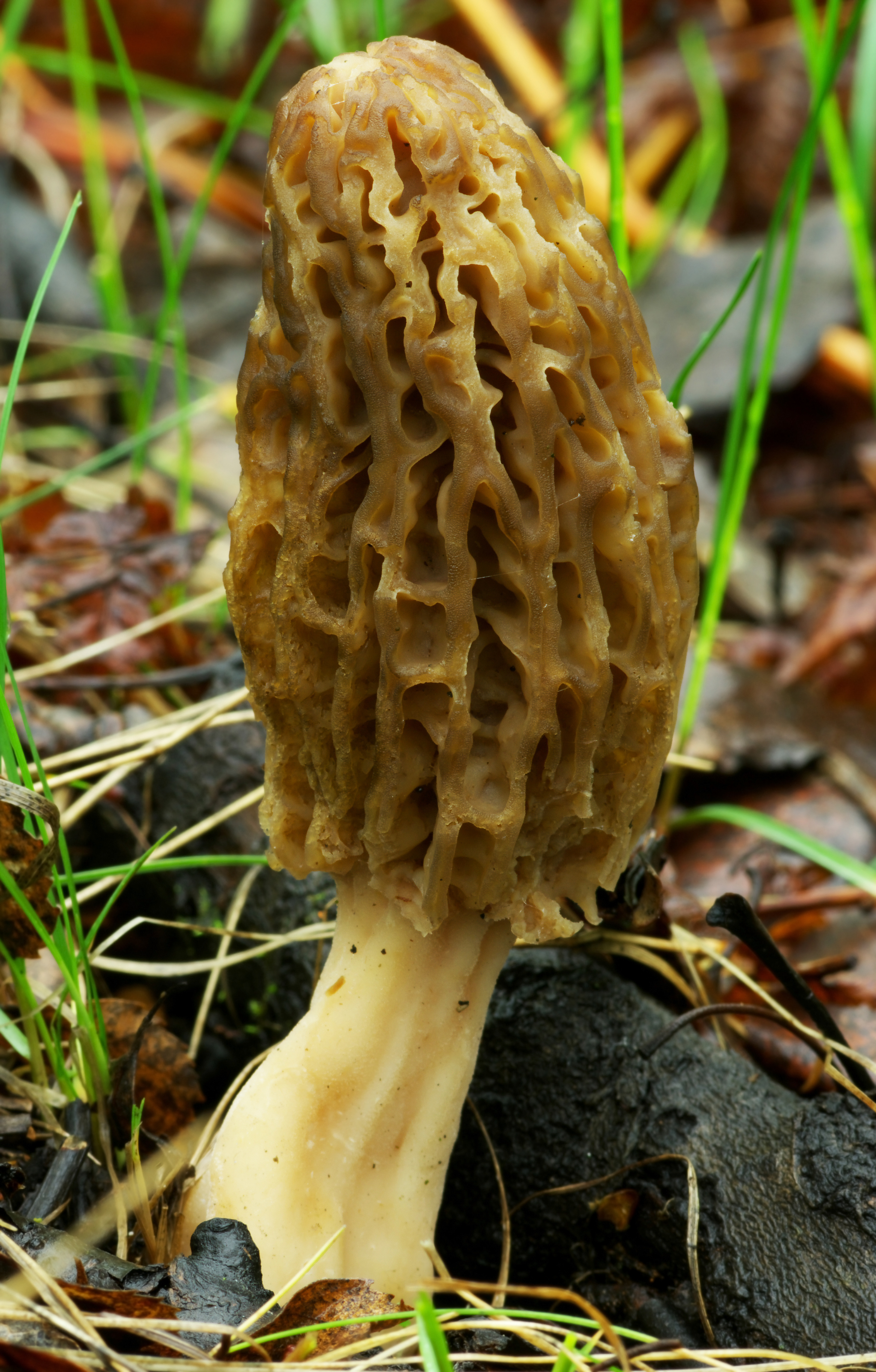
M. conica var. deliciosa

## Confuzii
Morchella conica poate fi confundată ușor cu alte specii de genul Morchella, ca de exemplu cu Morchella costata, Morchella deliciosa, Morchella elata, Morchella elatoides Jacquet, Morchella esculenta, Morchella eximia, Morchella frustrata, Morchella pragensis, Morchella punctipes, Morchella tridentina sin. Morchella rufobrunnea,, Morchella steppicola, Morchella vulgaris, sau cu Verpa conica, Verpa digitaliformis respectiv Verpa bohemica.
Pentru un începător, confundarea cu buretele posibil mortal Gyromitra esculenta (zbârciogul gras), cu totul că speciile se deosebesc destul de clar, ar putea să se dezvolte fatal.

## Ciuperci asemănătoare

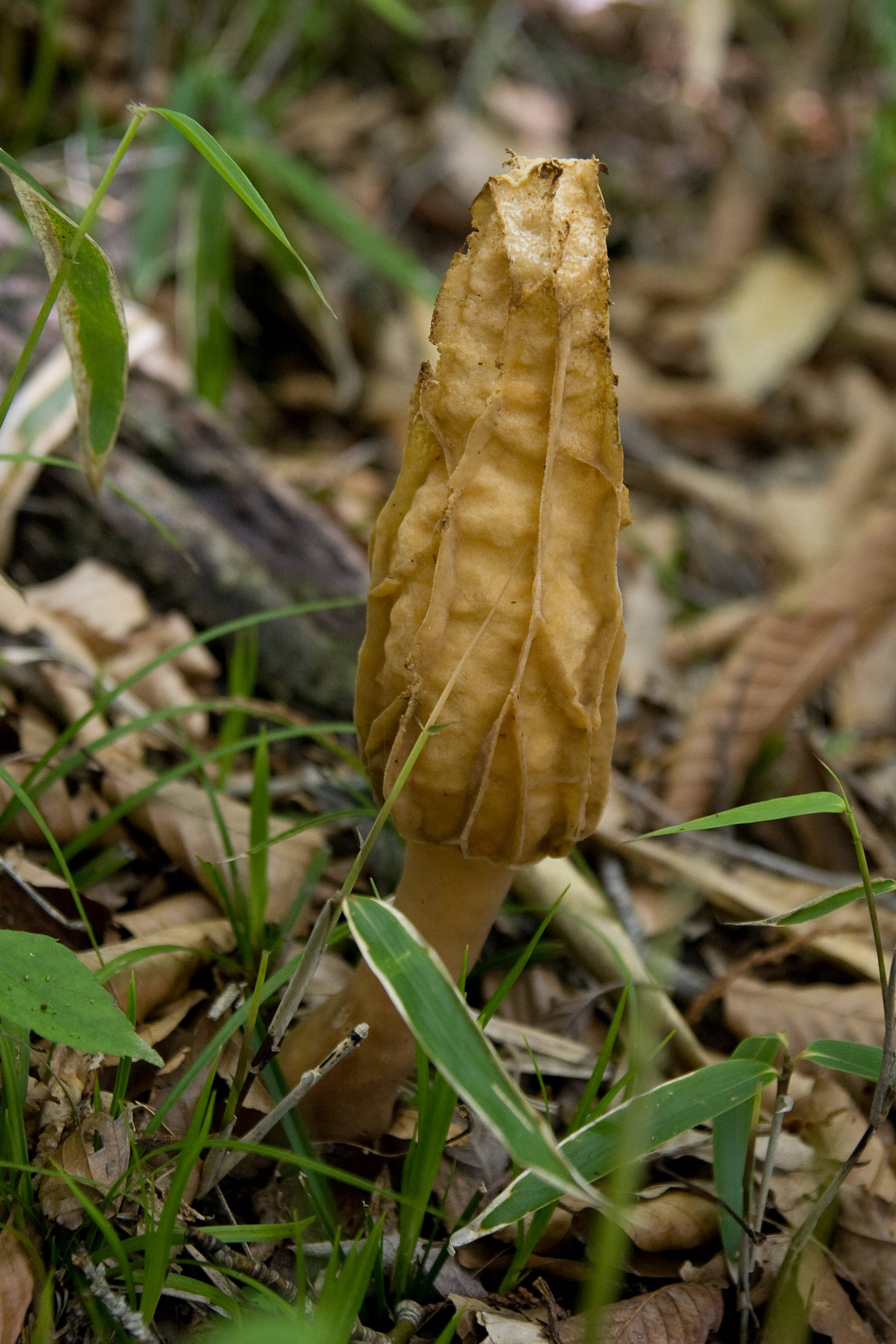
Morchella costata
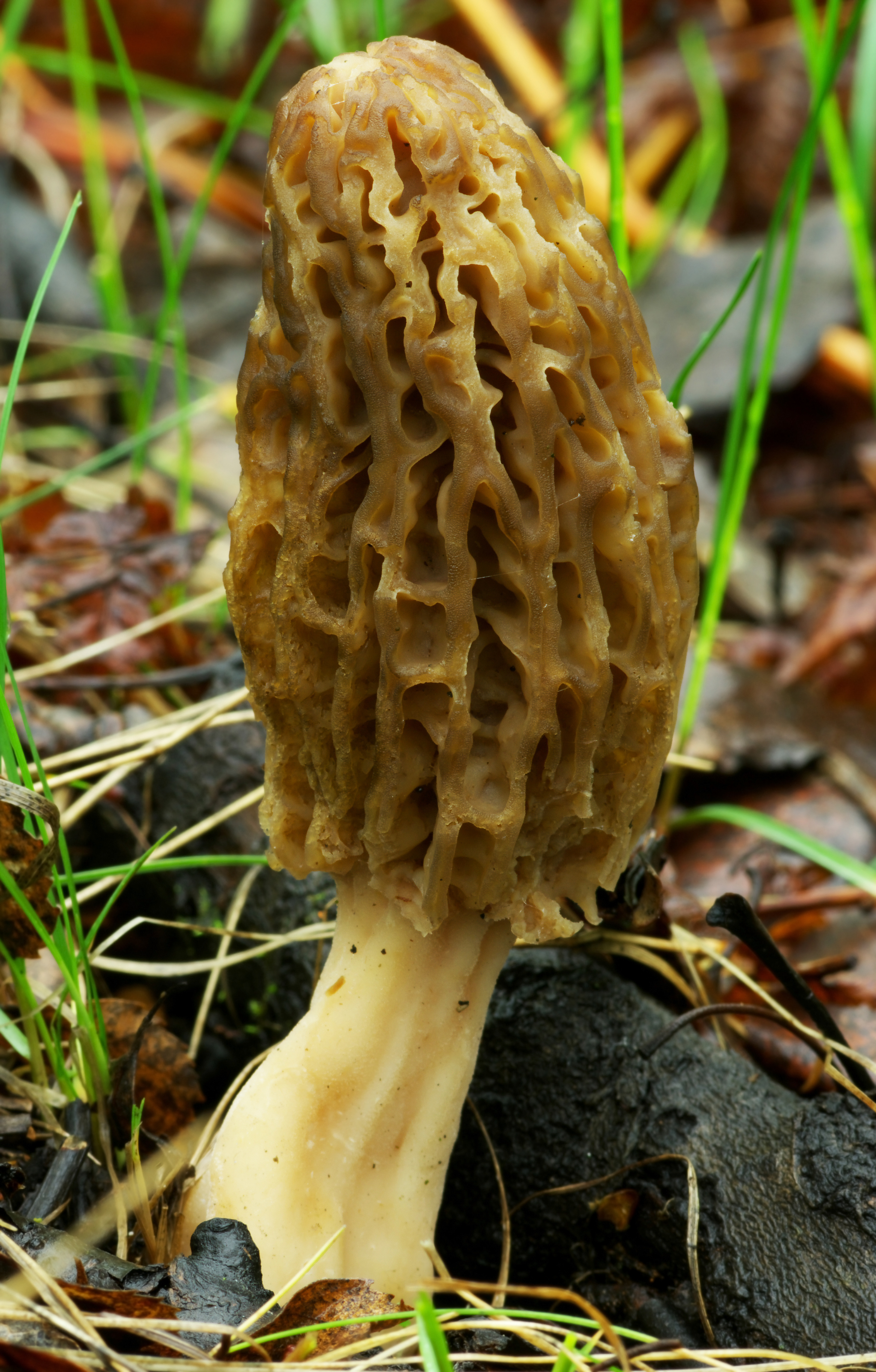
Morchella deliciosa
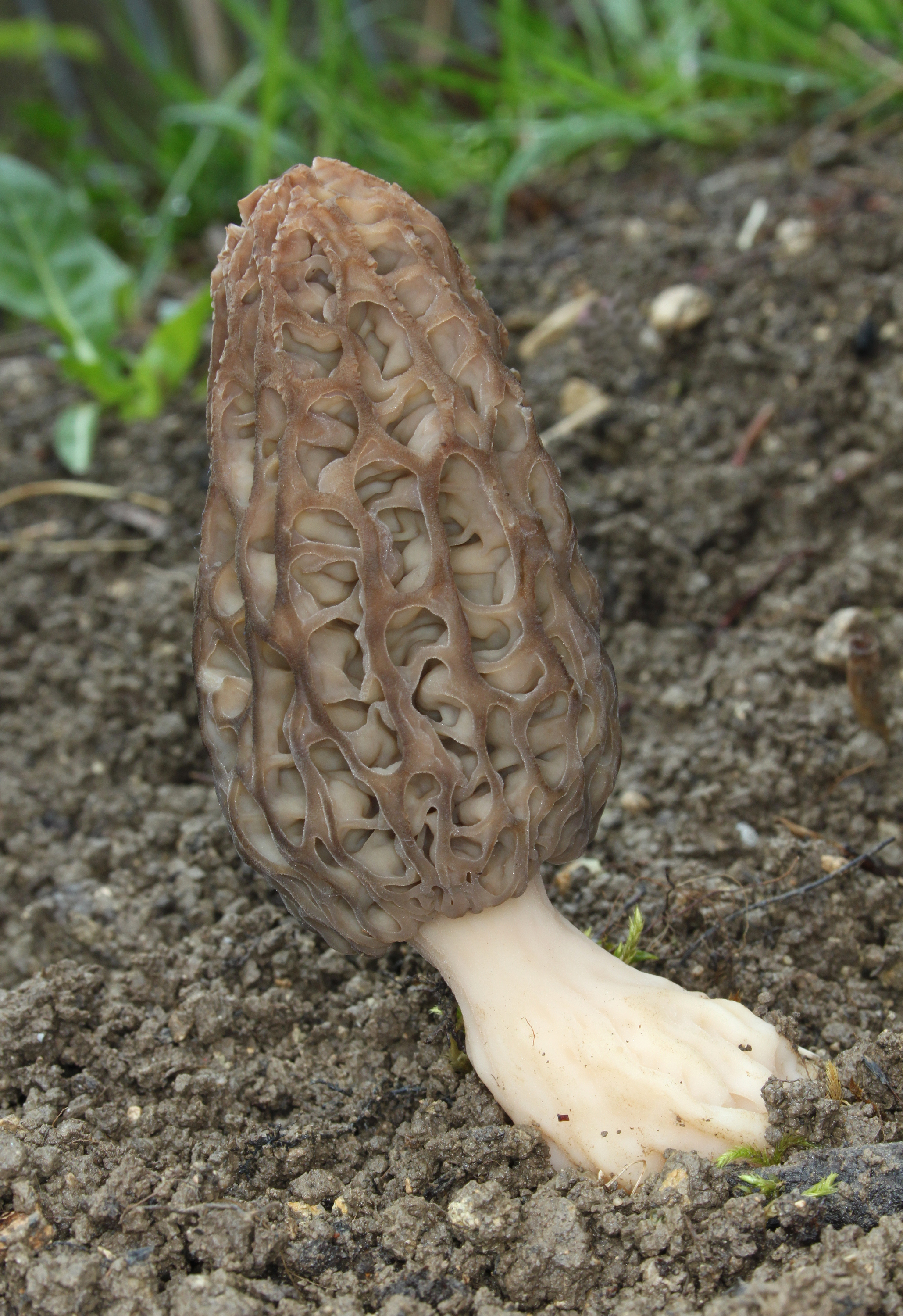
Morchella elata
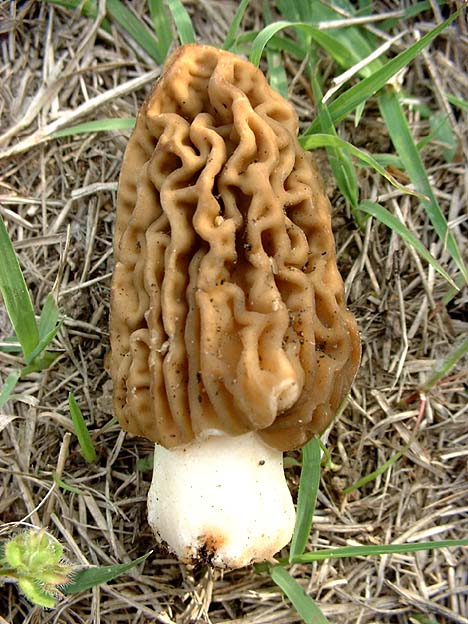
Morchella elatoides
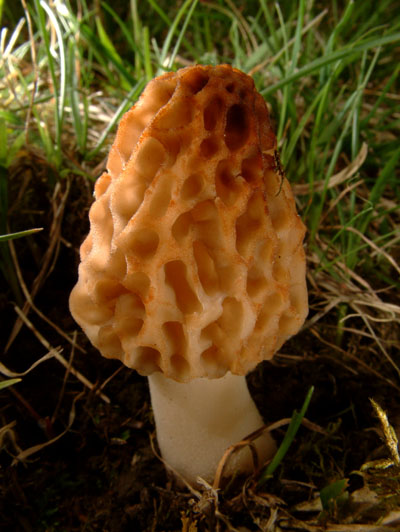
Morchella esculenta

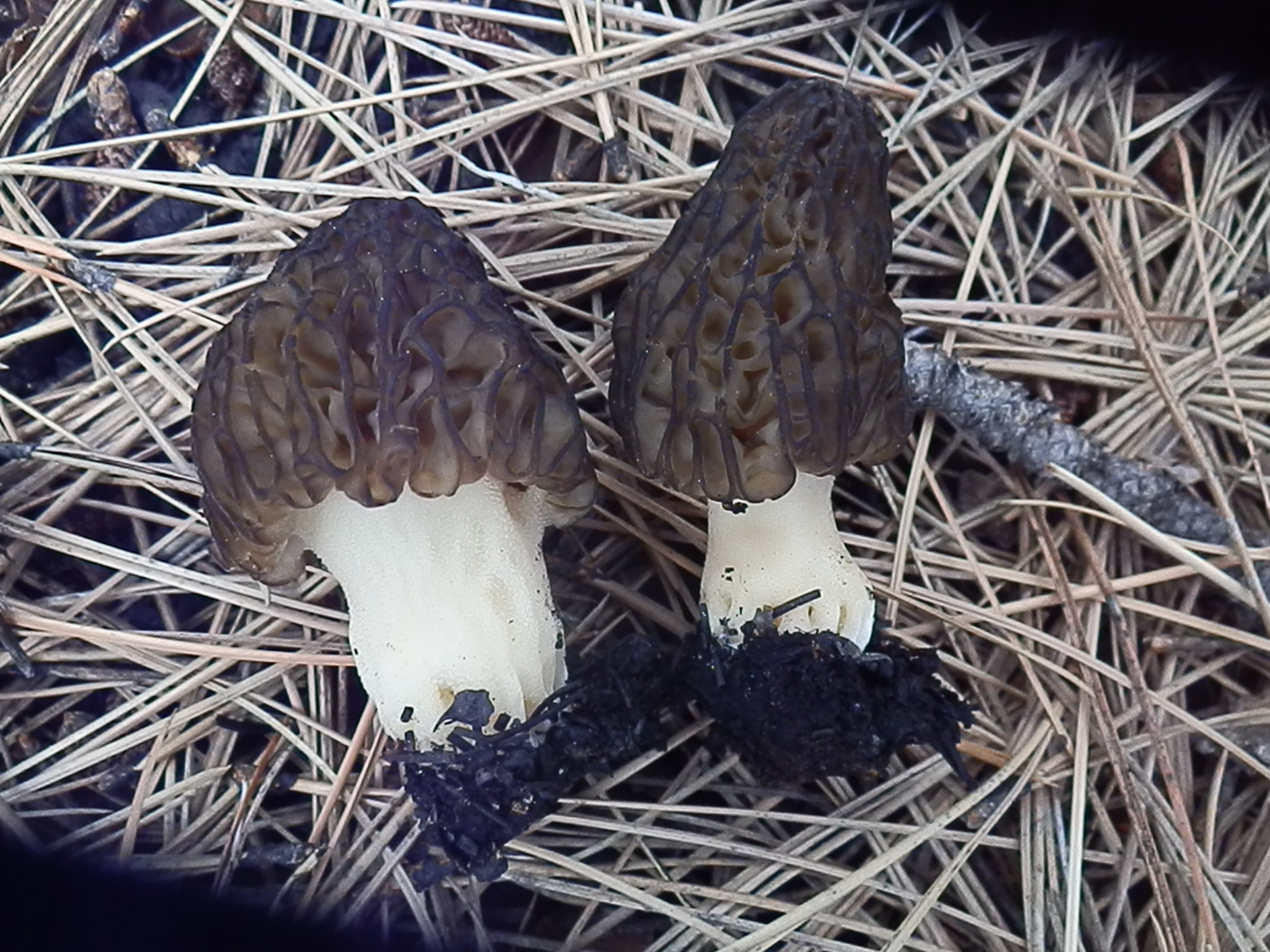
Morchella eximia
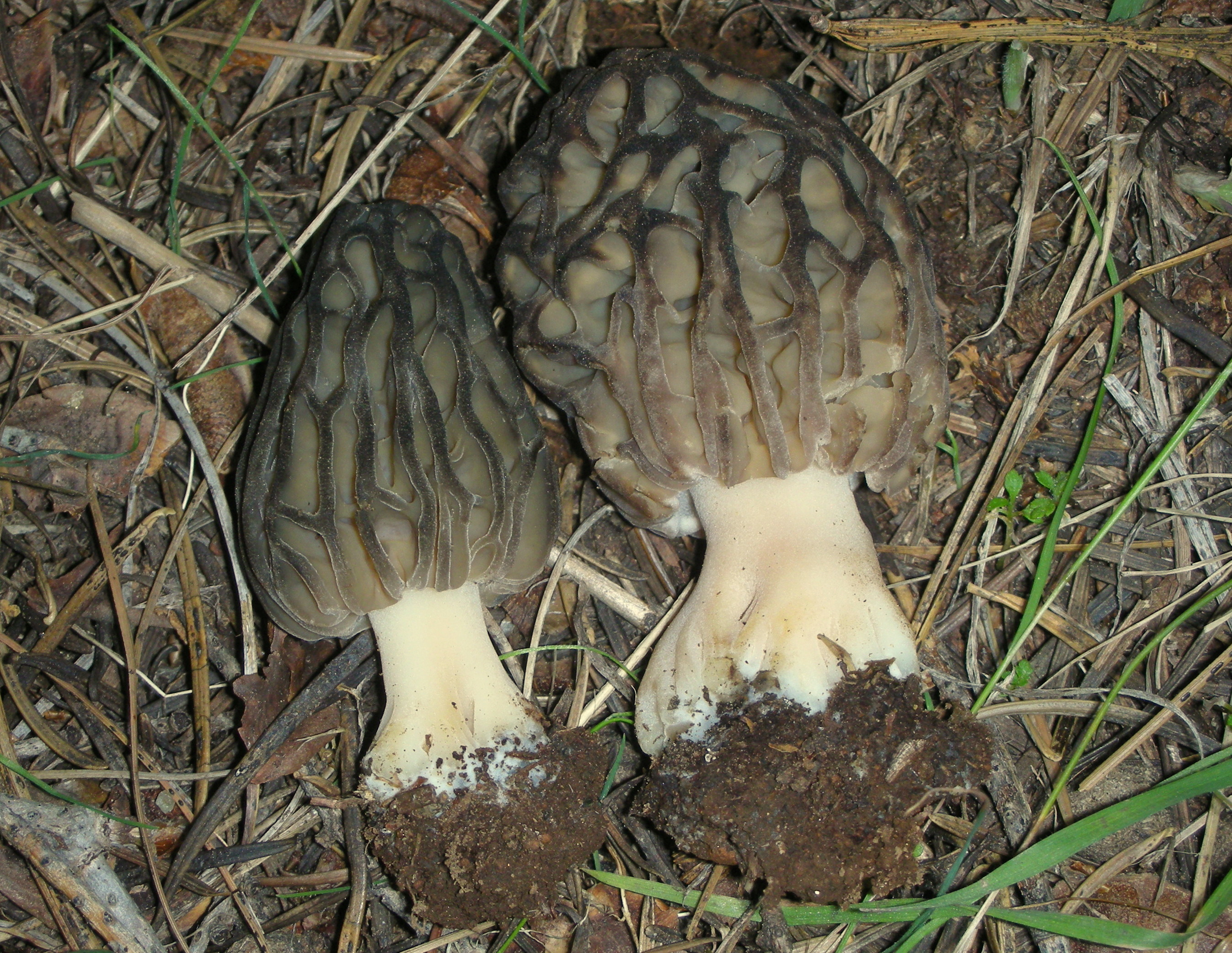
Morchella pragensis
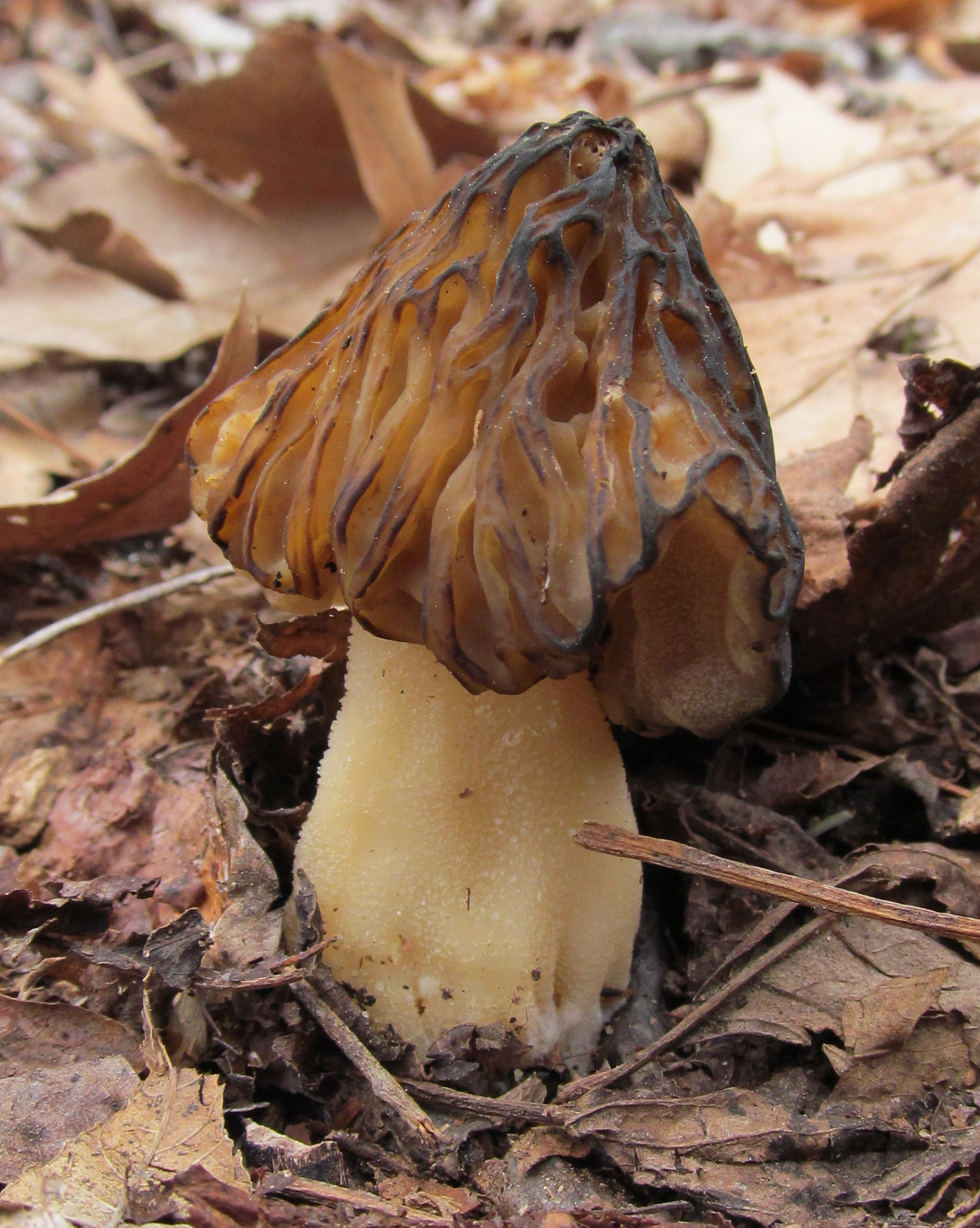
Morchella punctipes
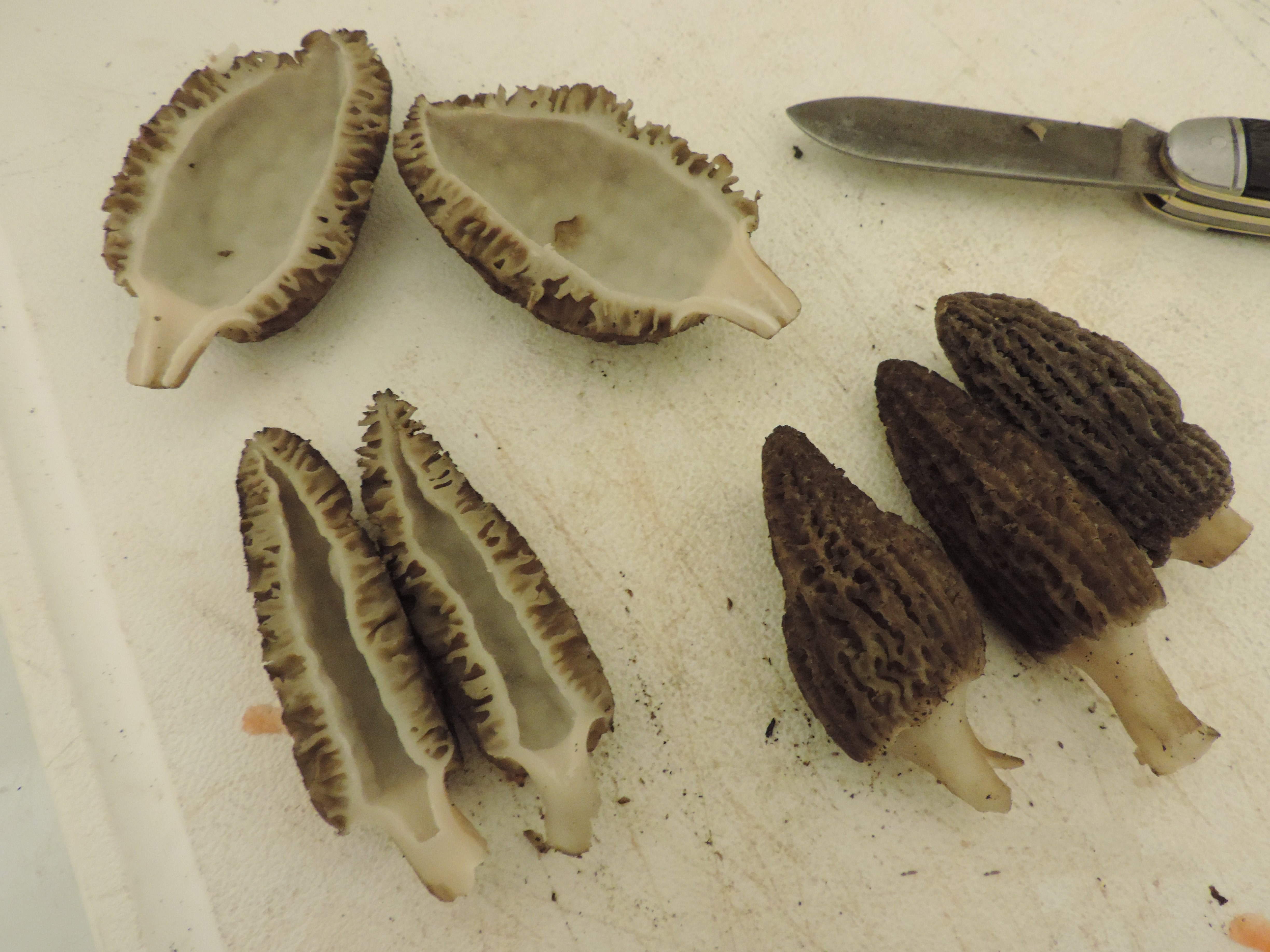
Morchella rufobrunnea sin. Tridentina
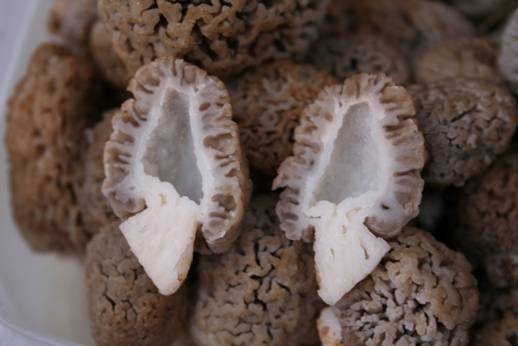
Morchella steppicola

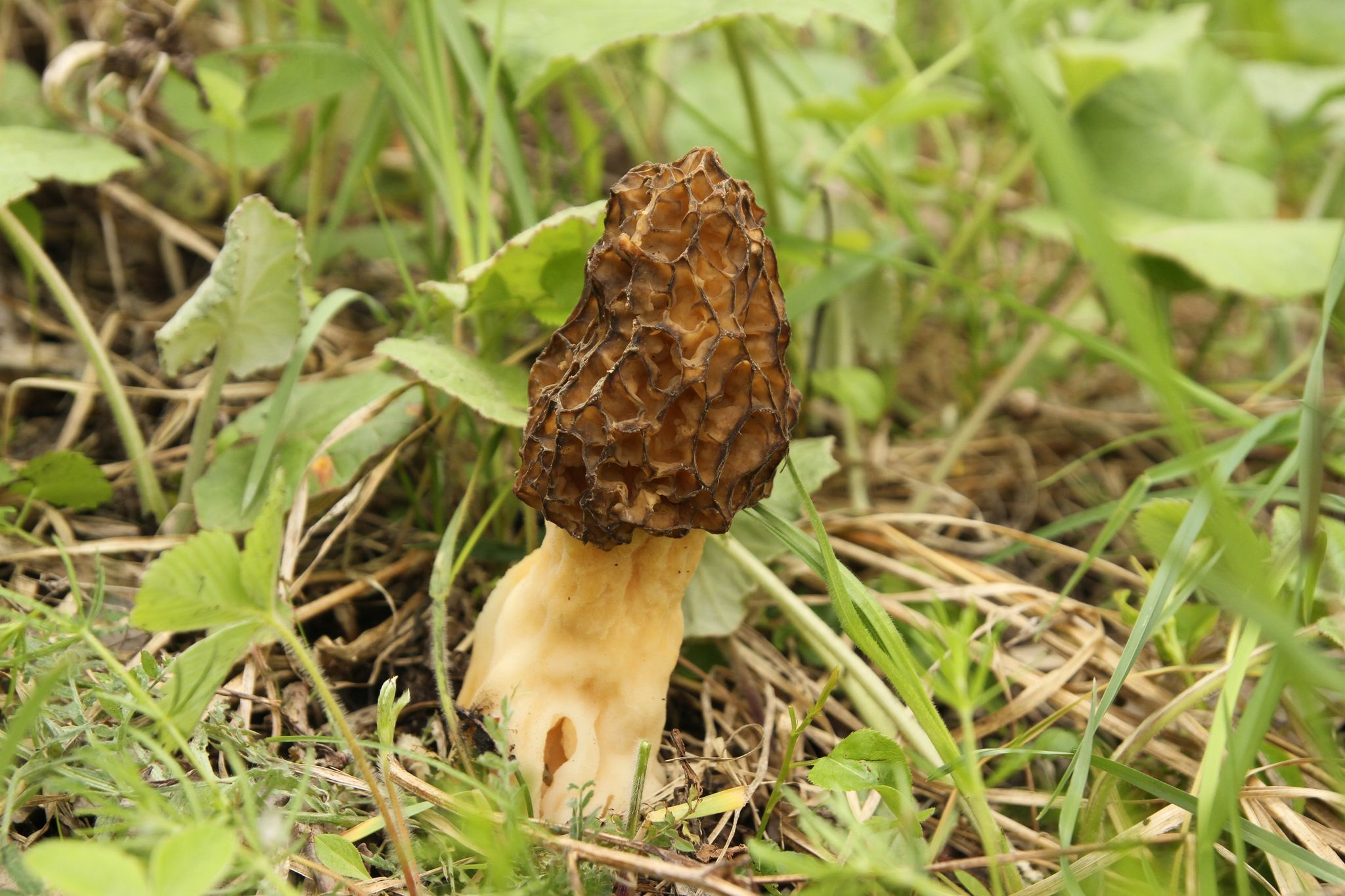
Morchella vulgaris
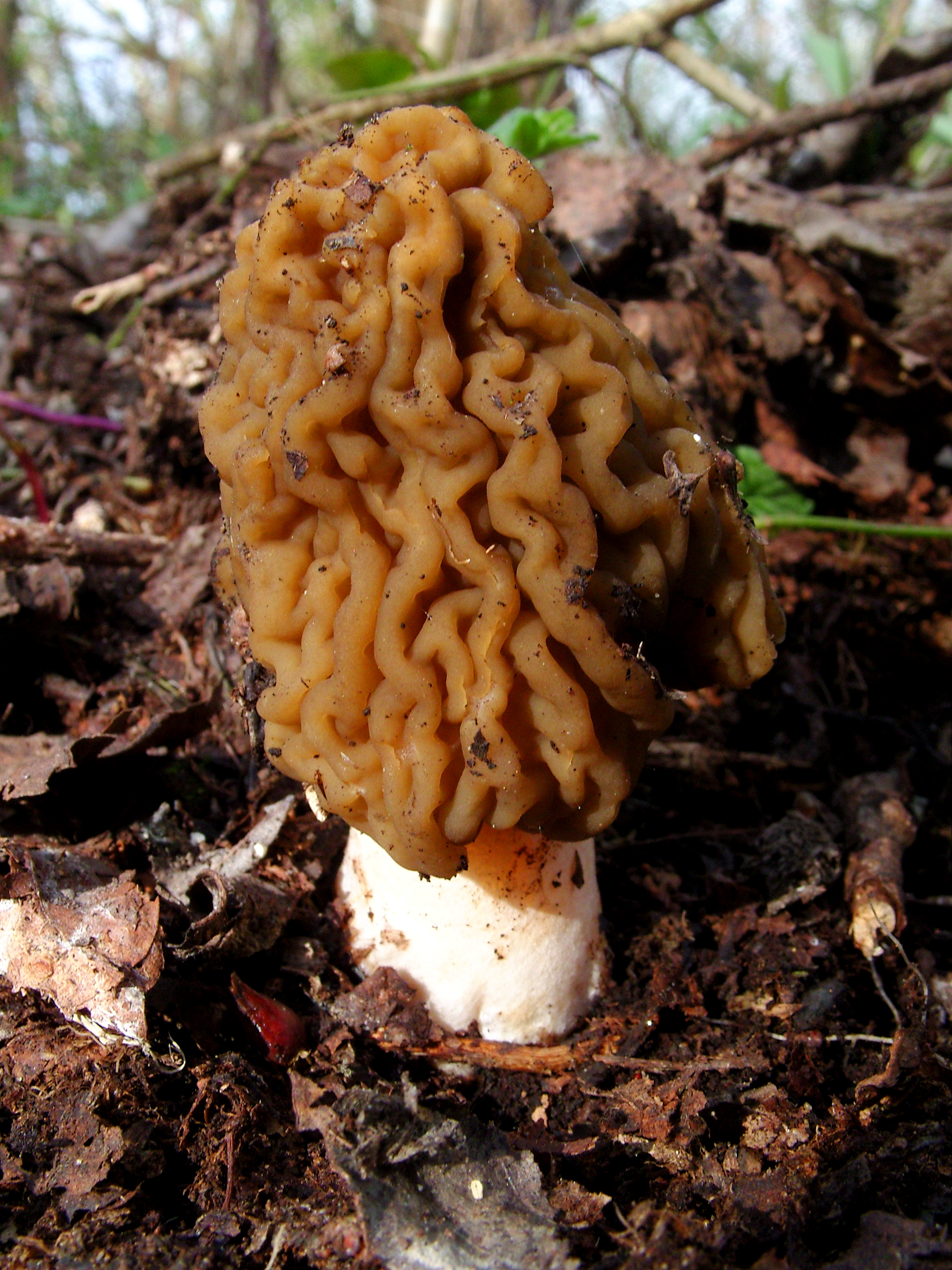
Verpa bohemica
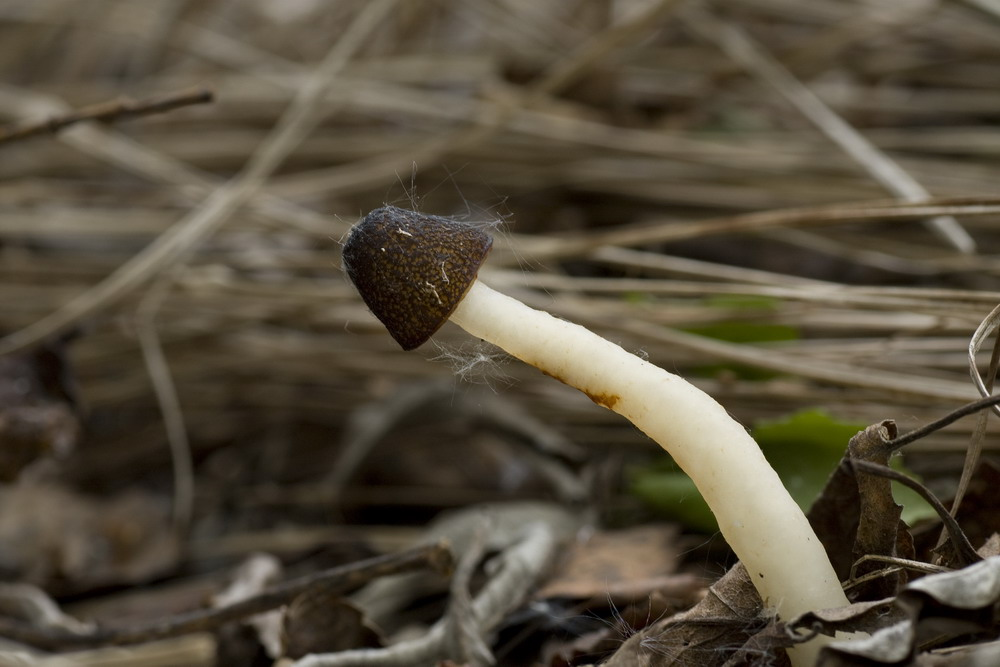
Verpa digitaliformis
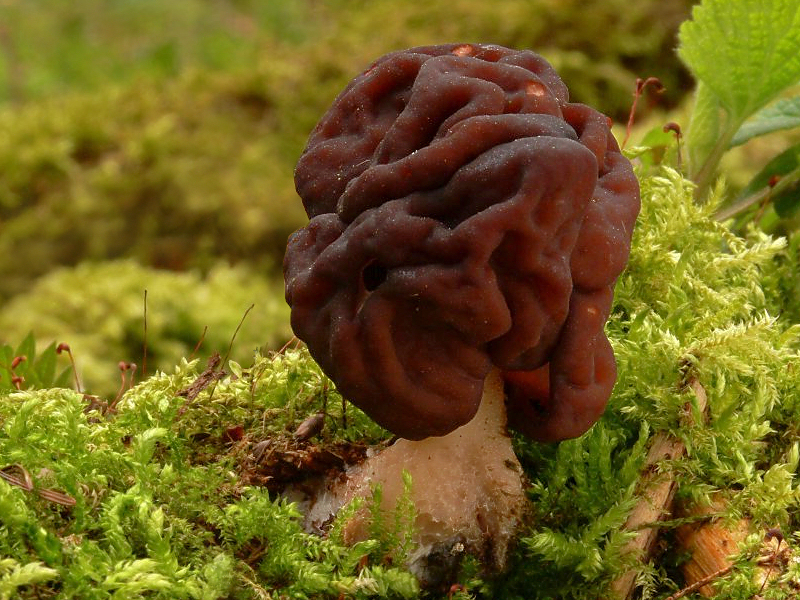
!!!Gyromitra esculenta!!!

## Valorificare

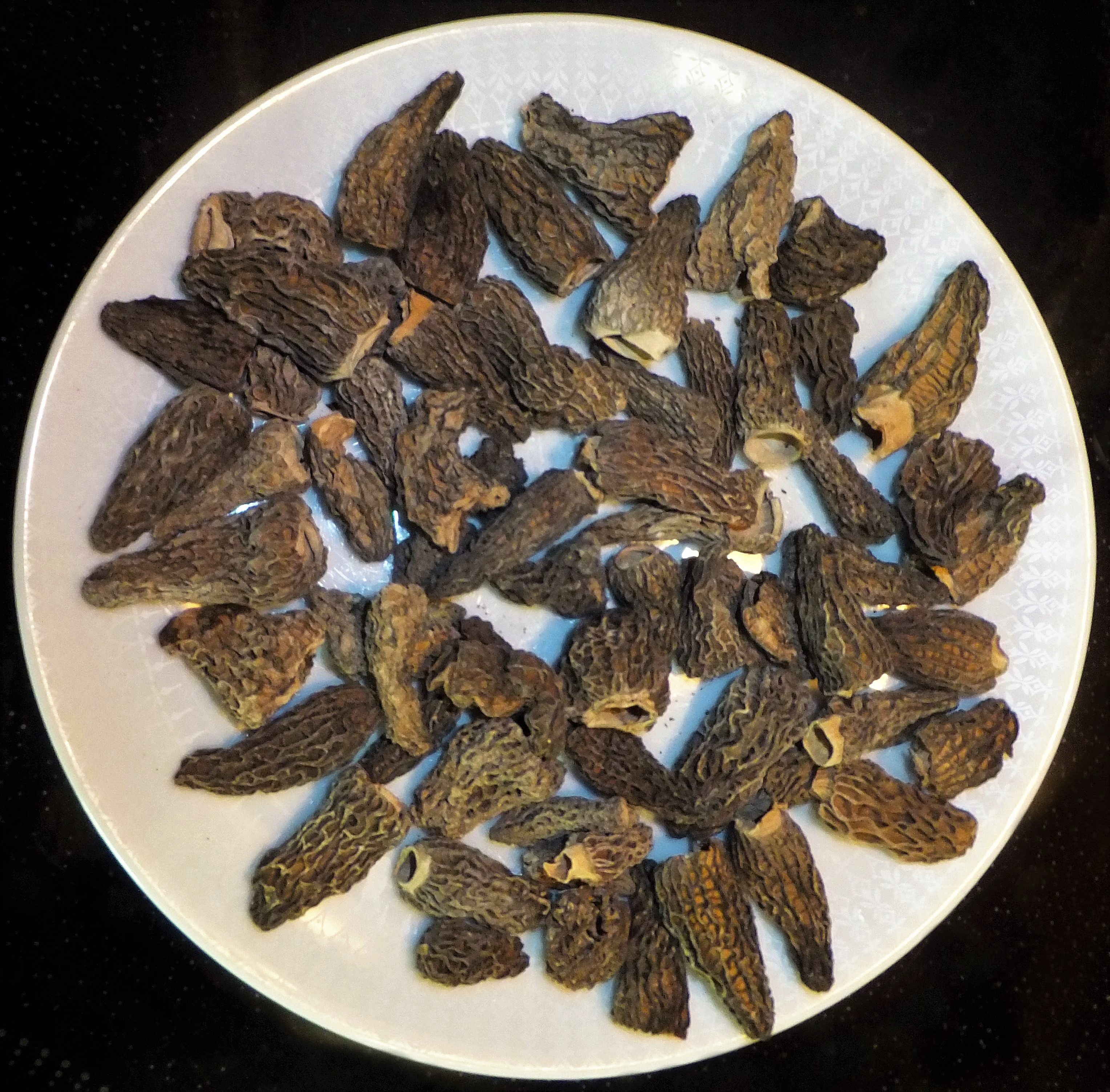
Morchella conica uscați

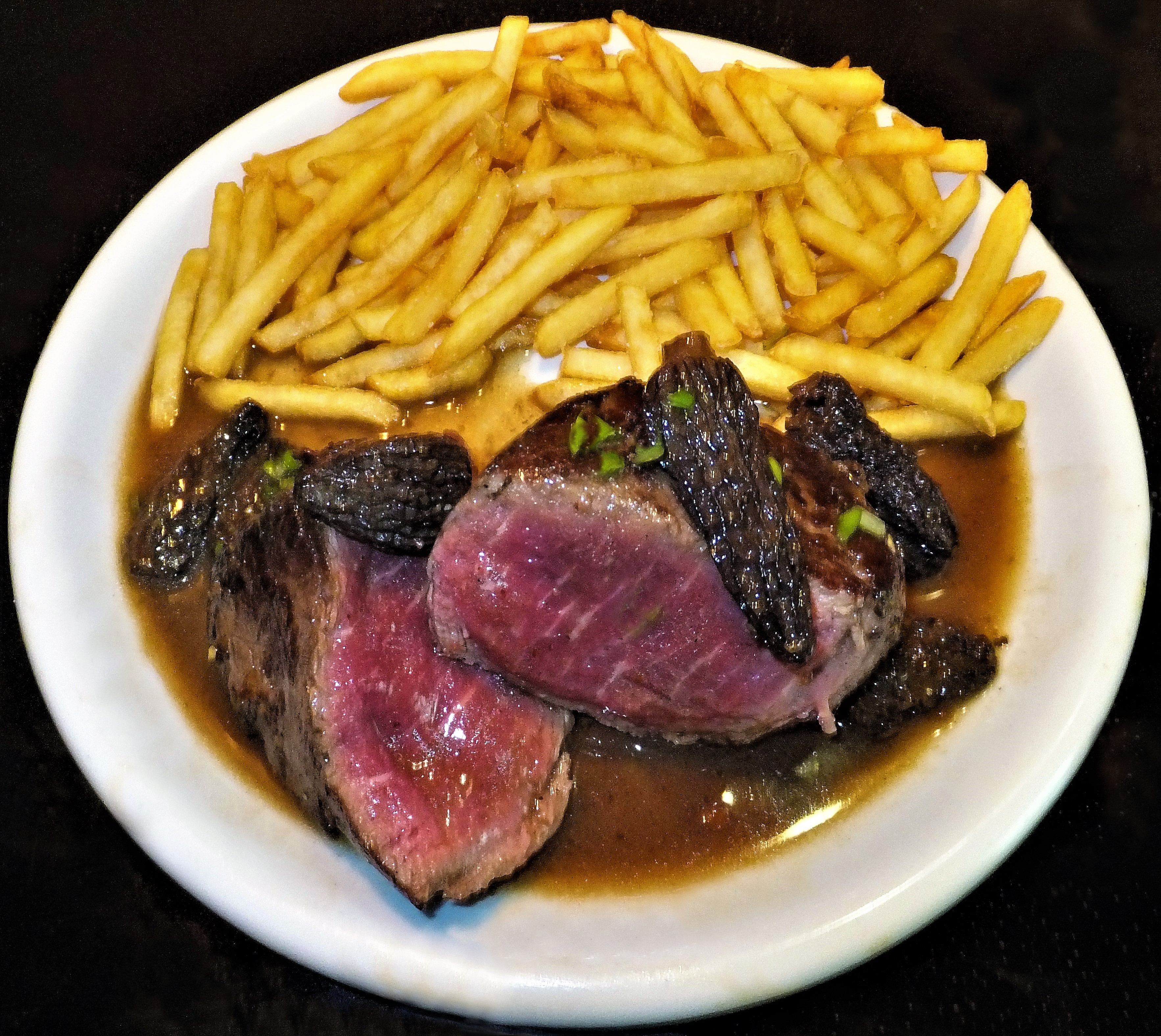
Chateaubriand, zbârciogi țuguiați și sos de coniac

Mai întâi trebuie menționat că zbârciogul țuguiat nu poate fi mâncat crud pentru că conține hidrazină care se dizolvă în timpul fierberii. De asemenea, consumat în porții mari, poate crea reacții neplăcute la persoane sensibile, pentru că buretele este cam greu de digerat.
Morchella conica este de calitate gastronomică foarte bună. Ea poate fi pregătită ca ciulama,, alături de legume, dar nu împreună cu alte ciuperci (din cauza gustului și mirosului specific) sau ca sos, servit cu carne albă (pui, curcan, porumbel, vițel). Se și potrivește la o mâncare de creier (porc, vițel), cu raci, scoici, melci sau ca foietaj cu șuncă sau într-o plăcintă (de exemplu „pe modul reginei” ,cu carne de vițel sau pui). Din cauza mărimii inferioare, acest burete nu este de prăjit ca un șnițel sau umplut cu carne. 
Uscați  și preparați după înmuiat, bureții dezvoltă un gust și miros mai intensiv (folosiți și apa de înmuiat filtrată printr-o sită). Este recomandat, de nu a folosi piciorul, pentru că acesta devine după înmuiere gumos, dar poate fi folosit pentru prepararea unei esențe. 
Zbârciogul țuguiat este cel mai răspândit soi vândut uscat. Marfa vine în mari cantități din Canada și China.

## Bibiliografie
- Marcel Bon: „Pareys Buch der Pilze”, Editura Kosmos, Halberstadt 2012, p. 326-327, ISBN 978-3-440-13447-4
- Bruno Cetto, volumele 1-3, 5 (vezi la note).
- Rose Marie și Sabine Maria Dähncke: „Pilze”, Editura Silva, Zürich 1986
- J. E. și M. Lange: „BLV Bestimmungsbuch - Pilze”, Editura BLV Verlagsgesellschaft, München, Berna Viena 1977, ISBN 3-405-11568-2
- Jean-Louis Lamaison & Jean-Marie Polese: „Der große Pilzatlas“, Editura Tandem Verlag GmbH, Potsdam 2012, ISBN 978-3-8427-0483-1
- Hans E. Laux: „Der große Pilzführer, Editura Kosmos, Halberstadt 2001, ISBN 978-3-440-14530-2
- Gustav Lindau, Eberhard Ulbrich: „Die höheren Pilze, Basidiomycetes, mit Ausschluss der Brand- und Rostpilze”, Editura  J. Springer, Berlin 1928
- Csaba Locsmándi, Gizella Vasas: „Ghidul culegătorului de ciuperci”, Editura Casa, Cluj-Napoca 2013, ISBN 9786068527147, 192 p.
- Meinhard Michael Moser: „Kleine Kryptogamenflora der Pilze - Partea a.: „Höhere Phycomyceten und Ascomyceten”, Editura G. Fischer, Jena 1950